# U/19 Ligaen
U/19 Ligaen er den højest rangerende liga for U/19-hold i DBU-regi. Ligaen består af 12 hold, der alle møder hinanden 2 gange.

## Resultater
| År      | Guld                | Sølv            | Bronze          |
| ------- | ------------------- | --------------- | --------------- |
| 2004    | FC København (1)    | Randers Freja   | Ikast fS        |
| 2005    | FC Midtjylland (1)  | Odense Boldklub | AGF             |
| 2006    | FC Midtjylland (2)  | Lyngby Boldklub | AGF             |
| 2007    | Brøndby IF (1)      | FC Midtjylland  | Lyngby Boldklub |
| 2008    | AB (1)              | Hvidovre IF     | Brøndby IF      |
| 2008/09 | FC Midtjylland (3)  | Brøndby IF      | Lyngby Boldklub |
| 2009/10 | FC Midtjylland (4)  | Brøndby IF      | Lyngby Boldklub |
| 2010/11 | Brøndby IF (2)      | Lyngby Boldklub | FC Nordsjælland |
| 2011/12 | FC København (2)    | FC Midtjylland  | Odense Boldklub |
| 2012/13 | FC Nordsjælland (1) | AGF             | Esbjerg fB      |
| 2013/14 | Esbjerg fB (1)      | FC Nordsjælland | FC Midtjylland  |
| 2014/15 | FC Midtjylland (5)  | FC Nordsjælland | Esbjerg fB      |
| 2015/16 | FC Midtjylland (6)  | FC Nordsjælland | AaB             |
| 2016/17 | Esbjerg fB (2)      | FC Midtjylland  | F.C. København  |
| 2017/18 | FC Midtjylland (7)  | AaB             | F.C. København  |
| 2018/19 | FC Midtjylland (8)  | AaB             | FC Nordsjælland |
| 2019/20 | Odense Boldklub (1) | Brøndby IF      | FC Nordsjælland |
| 2020/21 | FC Midtjylland (9)  | Esbjerg fB      | FC København    |
| 2021/22 | FC København (3)    | FC Midtjylland  | FC Nordsjælland |
| 2022/23 | FC Midtjylland (10) | FC København    | FC Nordsjælland |
| 2023/24 | FC Midtjylland (11) | FC København    | Brøndby IF      |
| 2024/25 | FC Midtjylland (12) |                 |                 |

## Flest titler
Siden indførelsen af U/19 Ligaen i 2004, er mesterskaberne fordelt således:
| Antal titler | Hold                               | Årstal                                                                                               |
| ------------ | ---------------------------------- | --- |
| 12           | FC Midtjylland                     | 2005, 2006, 2008/09, 2009/10, 2014/15, 2015/16, 2017/18, 2018/19, 2020/21, 2022/23, 2023/24, 2024/25 |
| 3            | FC København                       | 2004, 2011/12, 2021/22                                                                               |
| 2            | Brøndby IF Esbjerg fB              | 2007, 2010/11 2013/14, 2016/17                                                                       |
| 1            | Odense Boldklub FC Nordsjælland AB | 2019/20 2012/13 2008                                                                                 |